# 1201
Il 1201 (MCCI in numeri romani) è un anno  del XIII secolo.

## Eventi
Il vescovo tedesco Albrecht von Buxthoeven, giunto da Brema per evangelizzare e germanizzare la Livonia, fonda Riga, oggi capitale della Lettonia.

## Nati
- 18 febbraio - Nasir al-Din al-Tusi, astronomo e matematico persiano († 1274)
- 30 maggio - Tebaldo I di Navarra, re († 1253)
- 5 agosto - Ferdinando III di Castiglia, re († 1252)
- 9 ottobre - Robert de Sorbon, teologo francese († 1274)
- 10 ottobre - Richard de Fournival, poeta e scienziato francese
- Danilo di Galizia, sovrano († 1264)
- Giovanni I di Svezia, re († 1222)
- Tommaso di Cantimpré, scrittore e teologo fiammingo († 1272)
- Diana degli Andalò, religiosa italiana († 1236)
- Filippo Hurepel di Clermont, nobile francese († 1234)

## Morti
- 1º marzo - Principessa Shikishi, poeta giapponese (n. 1149)
- 21 marzo - Absalon, arcivescovo cattolico e politico danese (n. 1128)
- 22 marzo - Iaroslao di Opole, nobile e vescovo cattolico polacco
- 23 maggio - Guglielmo di Rochester, santo britannico
- 24 maggio - Tebaldo III di Champagne, conte (n. 1179)
- 20 giugno - 'Imad al-Din al-Isfahani, storico persiano (n. 1125)
- 20 luglio - Agnese di Merania, regina (n. 1175)
- 25 luglio - Gruffydd ap Rhys II, sovrano gallese
- 31 luglio - Guglielmo di Cabriano, arcivescovo cattolico e giurista italiano
- 8 dicembre - Boleslao I l'Alto, duca (n. 1127)
- Boemondo III d'Antiochia, principe francese (n. 1144)
- Costanza di Bretagna, nobile francese (n. 1161)
- Federico III di Norimberga, conte tedesco
- Ibn al-Jawzi, giurista, teologo e storico arabo (n. 1126)
- Margherita di Huntingdon, nobile scozzese
- Ruggero di Hoveden, scrittore inglese

## Calendario
| Calendario 1201 | Calendario 1201 | Calendario 1201 | Calendario 1201 | Calendario 1201 | Calendario 1201 | Calendario 1201 | Calendario 1201 | Calendario 1201 | Calendario 1201 | Calendario 1201 | Calendario 1201 | Calendario 1201 | Calendario 1201 | Calendario 1201 | Calendario 1201 | Calendario 1201 | Calendario 1201 | Calendario 1201 | Calendario 1201 | Calendario 1201 | Calendario 1201 | Calendario 1201 | Calendario 1201 | Calendario 1201 | Calendario 1201 | Calendario 1201 | Calendario 1201 | Calendario 1201 | Calendario 1201 | Calendario 1201 | Calendario 1201 | Calendario 1201 |
| --------------- | --------------- | --------------- | --------------- | --------------- | --------------- | --------------- | --------------- | --------------- | --------------- | --------------- | --------------- | --------------- | --------------- | --------------- | --------------- | --------------- | --------------- | --------------- | --------------- | --------------- | --------------- | --------------- | --------------- | --------------- | --------------- | --------------- | --------------- | --------------- | --------------- | --------------- | --------------- | --------------- |
|                 | 1               | 2               | 3               | 4               | 5               | 6               | 7               | 8               | 9               | 10              | 11              | 12              | 13              | 14              | 15              | 16              | 17              | 18              | 19              | 20              | 21              | 22              | 23              | 24              | 25              | 26              | 27              | 28              | 29              | 30              | 31              |                 |
| Gennaio         | Lu              | Ma              | Me              | Gi              | Ve              | Sa              | Do              | Lu              | Ma              | Me              | Gi              | Ve              | Sa              | Do              | Lu              | Ma              | Me              | Gi              | Ve              | Sa              | Do              | Lu              | Ma              | Me              | Gi              | Ve              | Sa              | Do              | Lu              | Ma              | Me              |                 |
| Febbraio        | Gi              | Ve              | Sa              | Do              | Lu              | Ma              | Me              | Gi              | Ve              | Sa              | Do              | Lu              | Ma              | Me              | Gi              | Ve              | Sa              | Do              | Lu              | Ma              | Me              | Gi              | Ve              | Sa              | Do              | Lu              | Ma              | Me              |                 |                 |                 |                 |
| Marzo           | Gi              | Ve              | Sa              | Do              | Lu              | Ma              | Me              | Gi              | Ve              | Sa              | Do              | Lu              | Ma              | Me              | Gi              | Ve              | Sa              | Do              | Lu              | Ma              | Me              | Gi              | Ve              | Sa              | Do              | Lu              | Ma              | Me              | Gi              | Ve              | Sa              |                 |
| Aprile          | Do              | Lu              | Ma              | Me              | Gi              | Ve              | Sa              | Do              | Lu              | Ma              | Me              | Gi              | Ve              | Sa              | Do              | Lu              | Ma              | Me              | Gi              | Ve              | Sa              | Do              | Lu              | Ma              | Me              | Gi              | Ve              | Sa              | Do              | Lu              |                 |                 |
| Maggio          | Ma              | Me              | Gi              | Ve              | Sa              | Do              | Lu              | Ma              | Me              | Gi              | Ve              | Sa              | Do              | Lu              | Ma              | Me              | Gi              | Ve              | Sa              | Do              | Lu              | Ma              | Me              | Gi              | Ve              | Sa              | Do              | Lu              | Ma              | Me              | Gi              |                 |
| Giugno          | Ve              | Sa              | Do              | Lu              | Ma              | Me              | Gi              | Ve              | Sa              | Do              | Lu              | Ma              | Me              | Gi              | Ve              | Sa              | Do              | Lu              | Ma              | Me              | Gi              | Ve              | Sa              | Do              | Lu              | Ma              | Me              | Gi              | Ve              | Sa              |                 |                 |
| Luglio          | Do              | Lu              | Ma              | Me              | Gi              | Ve              | Sa              | Do              | Lu              | Ma              | Me              | Gi              | Ve              | Sa              | Do              | Lu              | Ma              | Me              | Gi              | Ve              | Sa              | Do              | Lu              | Ma              | Me              | Gi              | Ve              | Sa              | Do              | Lu              | Ma              |                 |
| Agosto          | Me              | Gi              | Ve              | Sa              | Do              | Lu              | Ma              | Me              | Gi              | Ve              | Sa              | Do              | Lu              | Ma              | Me              | Gi              | Ve              | Sa              | Do              | Lu              | Ma              | Me              | Gi              | Ve              | Sa              | Do              | Lu              | Ma              | Me              | Gi              | Ve              |                 |
| Settembre       | Sa              | Do              | Lu              | Ma              | Me              | Gi              | Ve              | Sa              | Do              | Lu              | Ma              | Me              | Gi              | Ve              | Sa              | Do              | Lu              | Ma              | Me              | Gi              | Ve              | Sa              | Do              | Lu              | Ma              | Me              | Gi              | Ve              | Sa              | Do              |                 |                 |
| Ottobre         | Lu              | Ma              | Me              | Gi              | Ve              | Sa              | Do              | Lu              | Ma              | Me              | Gi              | Ve              | Sa              | Do              | Lu              | Ma              | Me              | Gi              | Ve              | Sa              | Do              | Lu              | Ma              | Me              | Gi              | Ve              | Sa              | Do              | Lu              | Ma              | Me              |                 |
| Novembre        | Gi              | Ve              | Sa              | Do              | Lu              | Ma              | Me              | Gi              | Ve              | Sa              | Do              | Lu              | Ma              | Me              | Gi              | Ve              | Sa              | Do              | Lu              | Ma              | Me              | Gi              | Ve              | Sa              | Do              | Lu              | Ma              | Me              | Gi              | Ve              |                 |                 |
| Dicembre        | Sa              | Do              | Lu              | Ma              | Me              | Gi              | Ve              | Sa              | Do              | Lu              | Ma              | Me              | Gi              | Ve              | Sa              | Do              | Lu              | Ma              | Me              | Gi              | Ve              | Sa              | Do              | Lu              | Ma              | Me              | Gi              | Ve              | Sa              | Do              | Lu              |                 |